# Faber-Castell

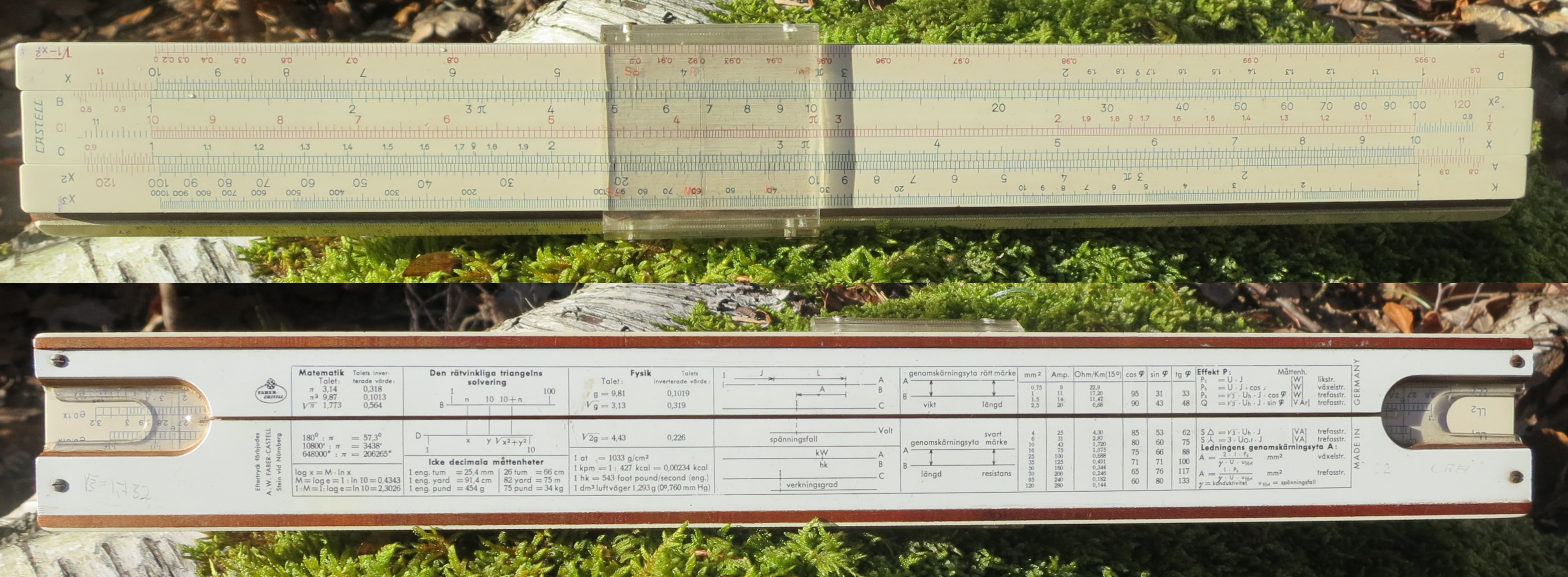
Faber-Castell 1/54 Darmstadt suwak logarytmiczny (1967)

Faber-Castell Aktiengesellschaft – niemieckie przedsiębiorstwo zajmujące się produkcją artykułów piśmienniczych, założone w 1761 roku w Stein, w kraju związkowym Bawaria, w rejencji Środkowa Frankonia, w regionie Industrieregion Mittelfranken, w powiecie Fürth, przez producenta szaf Kaspara Fabera (1730-1784). Jest jedną z najstarszych firm przemysłowych na świecie.